# Saint-Julien-la-Geneste
Pour les articles homonymes, voir Saint-Julien.
Ne doit pas être confondu avec Saint-Julien-la-Genête.
Saint-Julien-la-Geneste est une commune française, située dans le département du Puy-de-Dôme en région Auvergne-Rhône-Alpes.

## Géographie
Hameaux de la Jonchère, Villecorps et Laussedat.

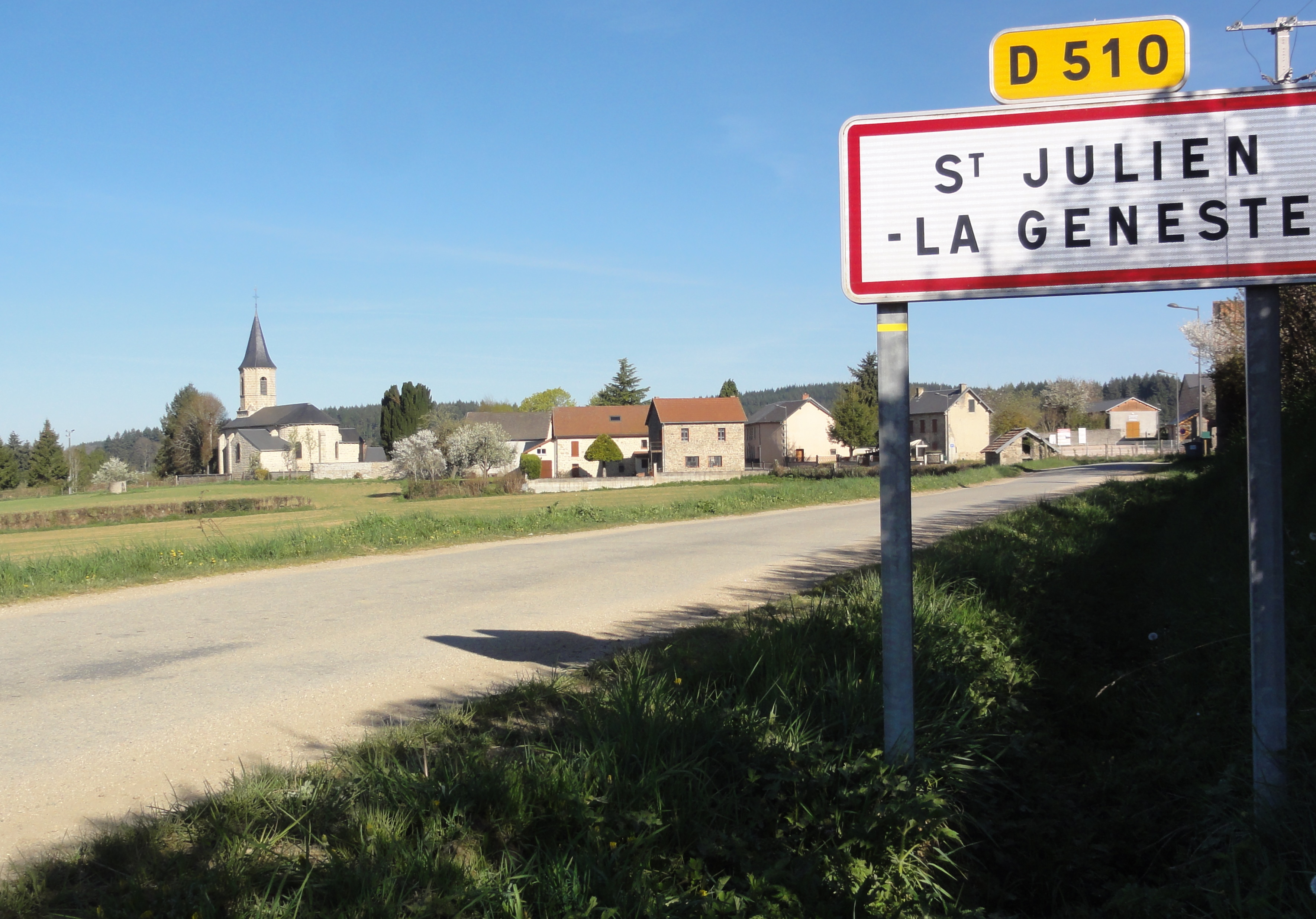
Panneau d'entrée.
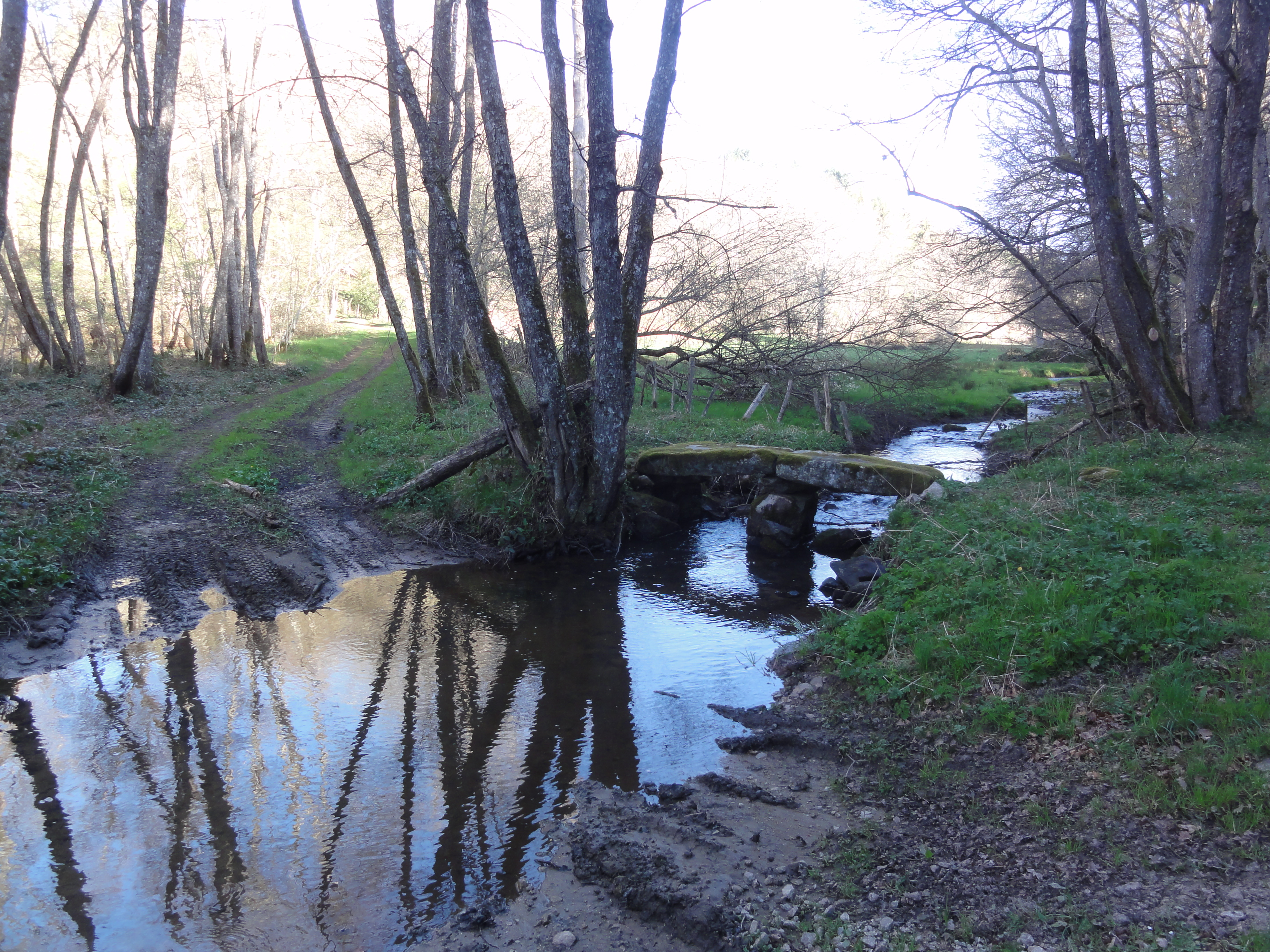
Ruisseau Auzelle.
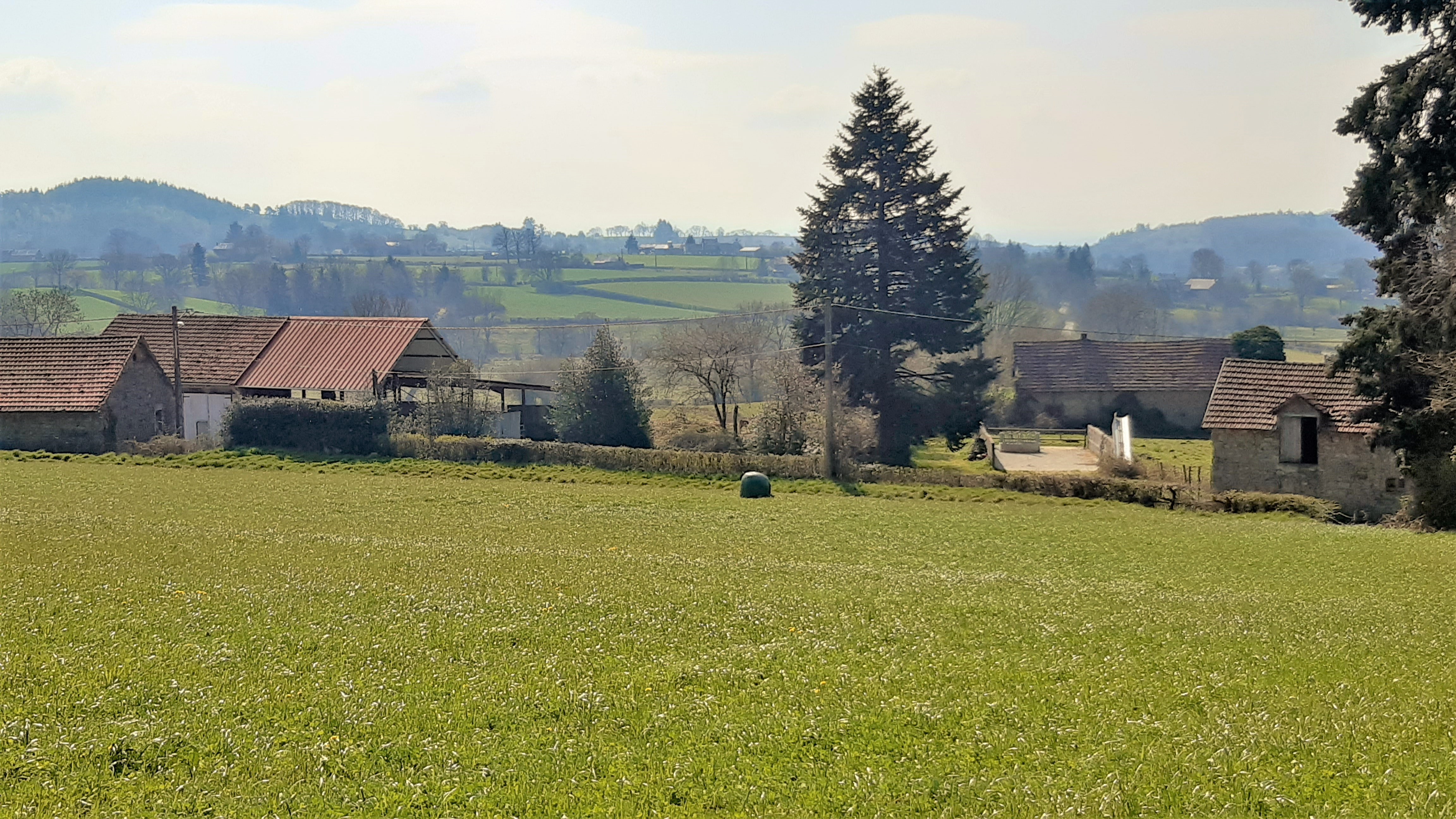
Hameau des Étubeix

| Saint-Maigner | La Cellette              | Gouttières              |
|               | Saint-Julien-la -Geneste |                         |
| Espinasse     |                          | Saint-Priest-des-Champs |

### Climat
Pour des articles plus généraux, voir Climat d'Auvergne-Rhône-Alpes et Climat du Puy-de-Dôme.
En 2010, le climat de la commune est de type climat des marges montargnardes, selon une étude du Centre national de la recherche scientifique s'appuyant sur une série de données couvrant la période 1971-2000. En 2020, Météo-France publie une typologie des climats de la France métropolitaine dans laquelle la commune est exposée à un climat de montagne ou de marges de montagne et est dans la région climatique  Ouest et nord-ouest du Massif Central, caractérisée par une pluviométrie annuelle de 900 à 1 500 mm, maximale en automne et en hiver. 
Pour la période 1971-2000, la température annuelle moyenne est de 8,8 °C, avec une amplitude thermique annuelle de 14,8 °C. Le cumul annuel moyen de précipitations est de 950 mm, avec 12 jours de précipitations en janvier et 8,3 jours en juillet. Pour la période 1991-2020, la température moyenne annuelle observée sur la station météorologique de Météo-France la plus proche, « Pionsat », sur la commune de Pionsat à 7 km à vol d'oiseau, est de 10,2 °C et le cumul annuel moyen de précipitations est de 917,2 mm,. Pour l'avenir, les paramètres climatiques de la commune estimés pour 2050 selon différents scénarios d'émission de gaz à effet de serre sont consultables sur un site dédié publié par Météo-France en novembre 2022.

## Urbanisme

### Typologie
Au 1er janvier 2024, Saint-Julien-la-Geneste est catégorisée commune rurale à habitat très dispersé, selon la nouvelle grille communale de densité à sept niveaux définie par l'Insee en 2022.
Elle est située hors unité urbaine et hors attraction des villes,.

### Occupation des sols
L'occupation des sols de la commune, telle qu'elle ressort de la base de données européenne d’occupation biophysique des sols Corine Land Cover (CLC), est marquée par l'importance des territoires agricoles (58,8 % en 2018), une proportion sensiblement équivalente à celle de 1990 (58,3 %). La répartition détaillée en 2018 est la suivante : forêts (41,2 %), prairies (40,6 %), zones agricoles hétérogènes (18,2 %). L'évolution de l’occupation des sols de la commune et de ses infrastructures peut être observée sur les différentes représentations cartographiques du territoire : la carte de Cassini (XVIIIe siècle), la carte d'état-major (1820-1866) et les cartes ou photos aériennes de l'IGN pour la période actuelle (1950 à aujourd'hui).

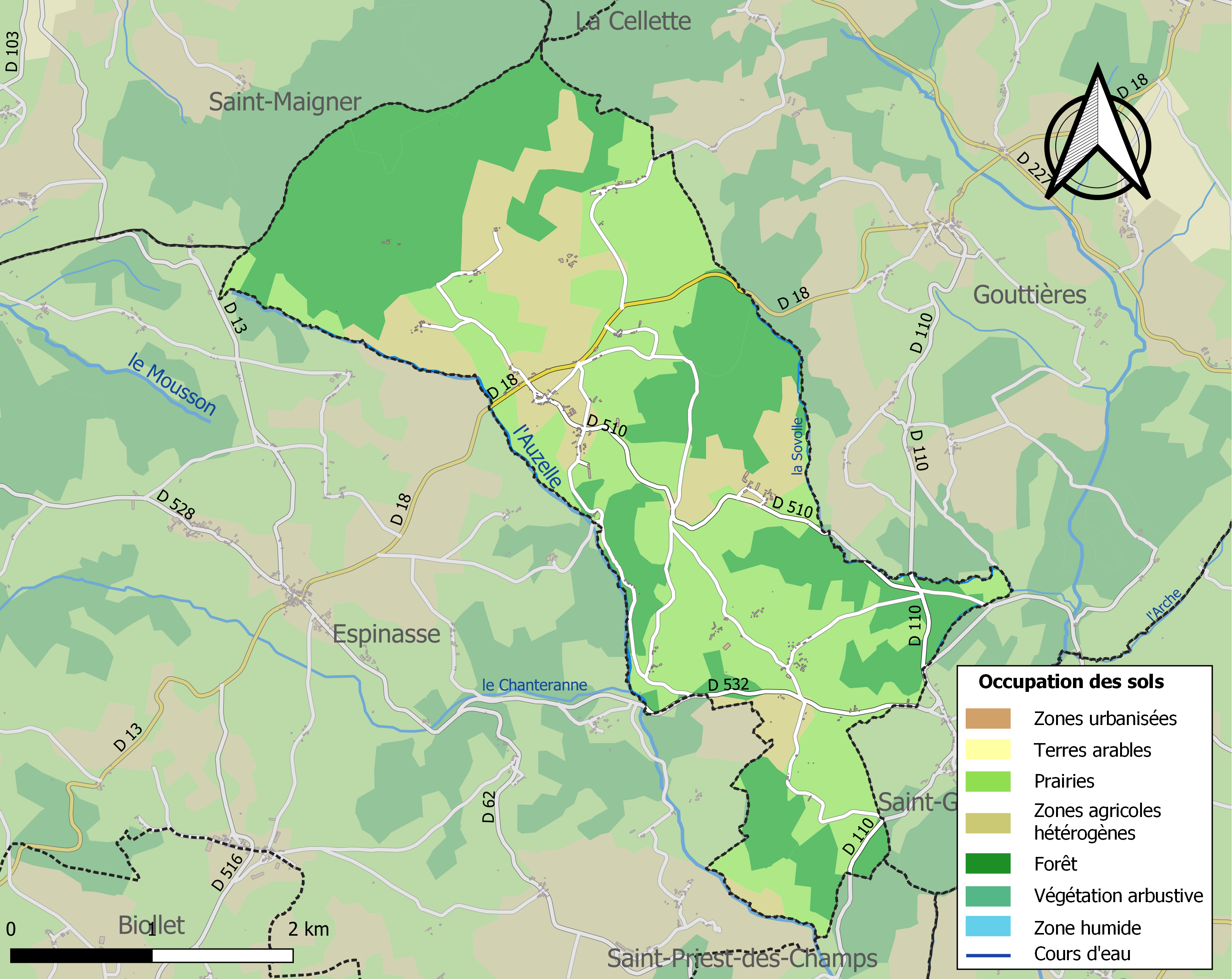
Carte des infrastructures et de l'occupation des sols de la commune en 2018 (CLC).

## Politique et administration

### Découpage territorial
La commune de Saint-Julien-la-Geneste est membre de la communauté de communes du Pays de Saint-Éloy, un établissement public de coopération intercommunale (EPCI) à fiscalité propre créé le 1er janvier 2017 dont le siège est à Saint-Éloy-les-Mines. Ce dernier est par ailleurs membre d'autres groupements intercommunaux. Jusqu'au 31 décembre 2016, elle faisait partie de la communauté de communes Cœur de Combrailles.
Sur le plan administratif, elle est rattachée à l'arrondissement de Riom, à la circonscription administrative de l'État du Puy-de-Dôme et à la région Auvergne-Rhône-Alpes. Elle faisait partie du canton de Saint-Gervais-d'Auvergne jusqu'en mars 2015.
Sur le plan électoral, elle dépend du canton de Saint-Éloy-les-Mines pour l'élection des conseillers départementaux, depuis le redécoupage cantonal de 2014 entré en vigueur en 2015, et de la deuxième circonscription du Puy-de-Dôme pour les élections législatives, depuis le dernier découpage électoral de 2010 (sixième circonscription avant 2010).

### Élections municipales et communautaires

#### Élections de 2020
Le conseil municipal de Saint-Julien-la-Geneste, commune de moins de 1 000 habitants, est élu au scrutin majoritaire plurinominal à deux tours avec candidatures isolées ou groupées et possibilité de panachage. Compte tenu de la population communale, le nombre de sièges à pourvoir lors des élections municipales de 2020 est de 11. Sur les douze candidats en lice, onze ont été élus dès le premier tour, le 15 mars 2020, avec un taux de participation de 83,33 %.

#### Chronologie des maires
| Période                                  | Période                       | Identité         | Étiquette | Qualité                                   |
| ---------------------------------------- | ----------------------------- | ---------------- | --------- | ----------------------------------------- |
| Les données manquantes sont à compléter. |                               |                  |           |                                           |
| 1983                                     | 2020                          | René Poumerol    |           | Retraité                                  |
| 2020                                     | En cours (au 15 octobre 2021) | Christophe Sarre |           | Responsable comptabilité et administratif |

À l'élection présidentielle de 2017, les électeurs ont voté en majorité pour Marine Le Pen, avec 52,44 % des voix au second tour, contre 47,56 % des voix pour Emmanuel Macron.

## Population et société

### Démographie
L'évolution du nombre d'habitants est connue à travers les recensements de la population effectués dans la commune depuis 1793. Pour les communes de moins de 10 000 habitants, une enquête de recensement portant sur toute la population est réalisée tous les cinq ans, les populations de référence des années intermédiaires étant quant à elles estimées par interpolation ou extrapolation. Pour la commune, le premier recensement exhaustif entrant dans le cadre du nouveau dispositif a été réalisé en 2004.

En 2022, la commune comptait 120 habitants, en évolution de −1,64 % par rapport à 2016 (Puy-de-Dôme : +2,1 %, France hors Mayotte : +2,11 %).
| 1793 | 1800 | 1806 | 1821 | 1831 | 1836 | 1841 | 1846 | 1851 |
| ---- | ---- | ---- | ---- | ---- | ---- | ---- | ---- | ---- |
| 401  | 338  | 227  | 400  | 357  | 419  | 434  | 448  | 517  |

| 1856 | 1861 | 1866 | 1872 | 1876 | 1881 | 1886 | 1891 | 1896 |
| ---- | ---- | ---- | ---- | ---- | ---- | ---- | ---- | ---- |
| 504  | 504  | 479  | 447  | 397  | 437  | 457  | 488  | 480  |

| 1901 | 1906 | 1911 | 1921 | 1926 | 1931 | 1936 | 1946 | 1954 |
| ---- | ---- | ---- | ---- | ---- | ---- | ---- | ---- | ---- |
| 507  | 509  | 503  | 443  | 355  | 358  | 318  | 314  | 288  |

| 1962 | 1968 | 1975 | 1982 | 1990 | 1999 | 2004 | 2006 | 2009 |
| ---- | ---- | ---- | ---- | ---- | ---- | ---- | ---- | ---- |
| 238  | 214  | 160  | 141  | 127  | 125  | 138  | 144  | 133  |

| 2014 | 2019 | 2022 | - | - | - | - | - | - |
| ---- | ---- | ---- | - | - | - | - | - | - |
| 125  | 120  | 120  | - | - | - | - | - | - |

## Culture locale et patrimoine

### Lieux et monuments

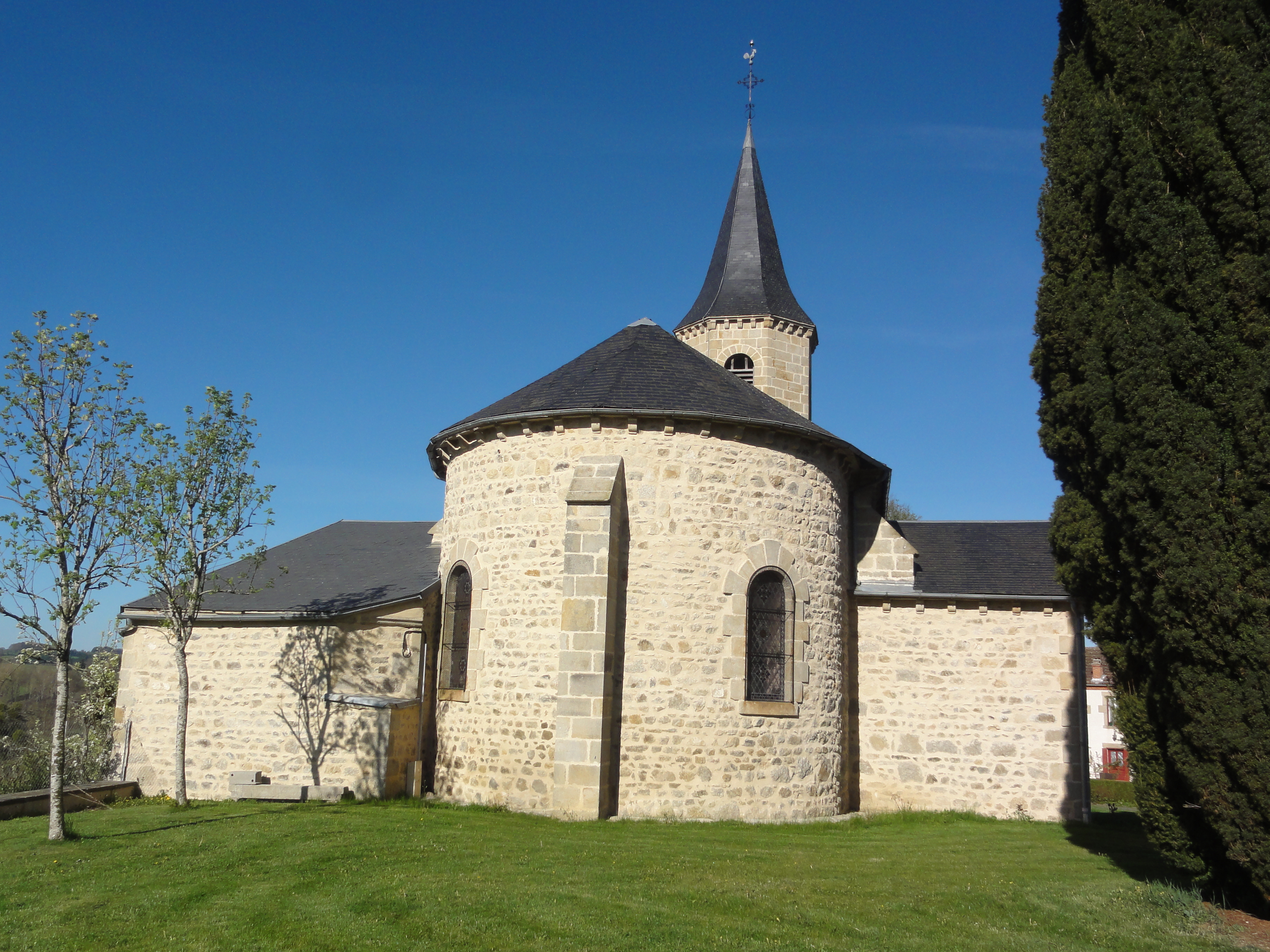
Église Saint Blaise  - Église Saint-Blaise.
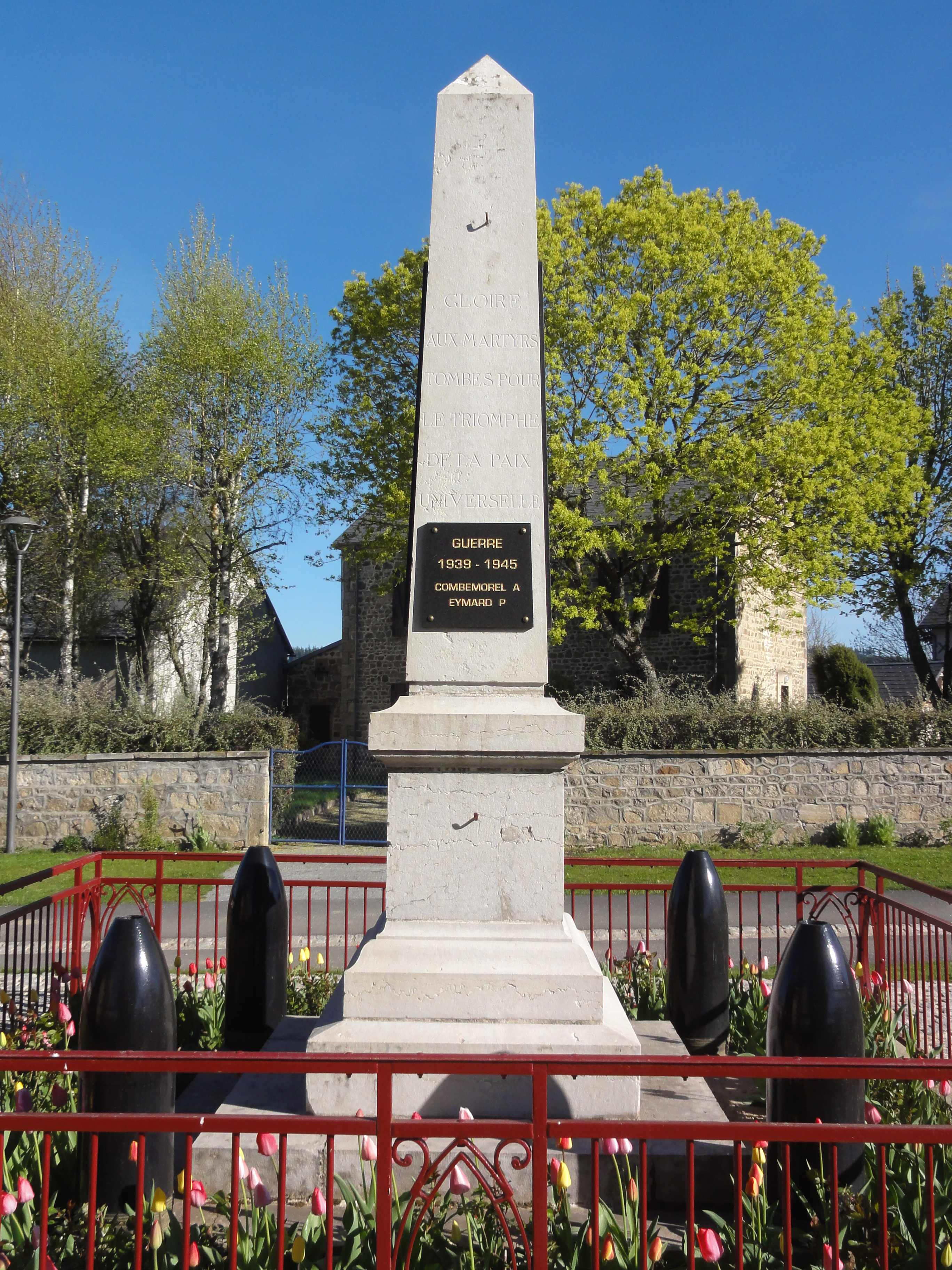
Monument aux morts.
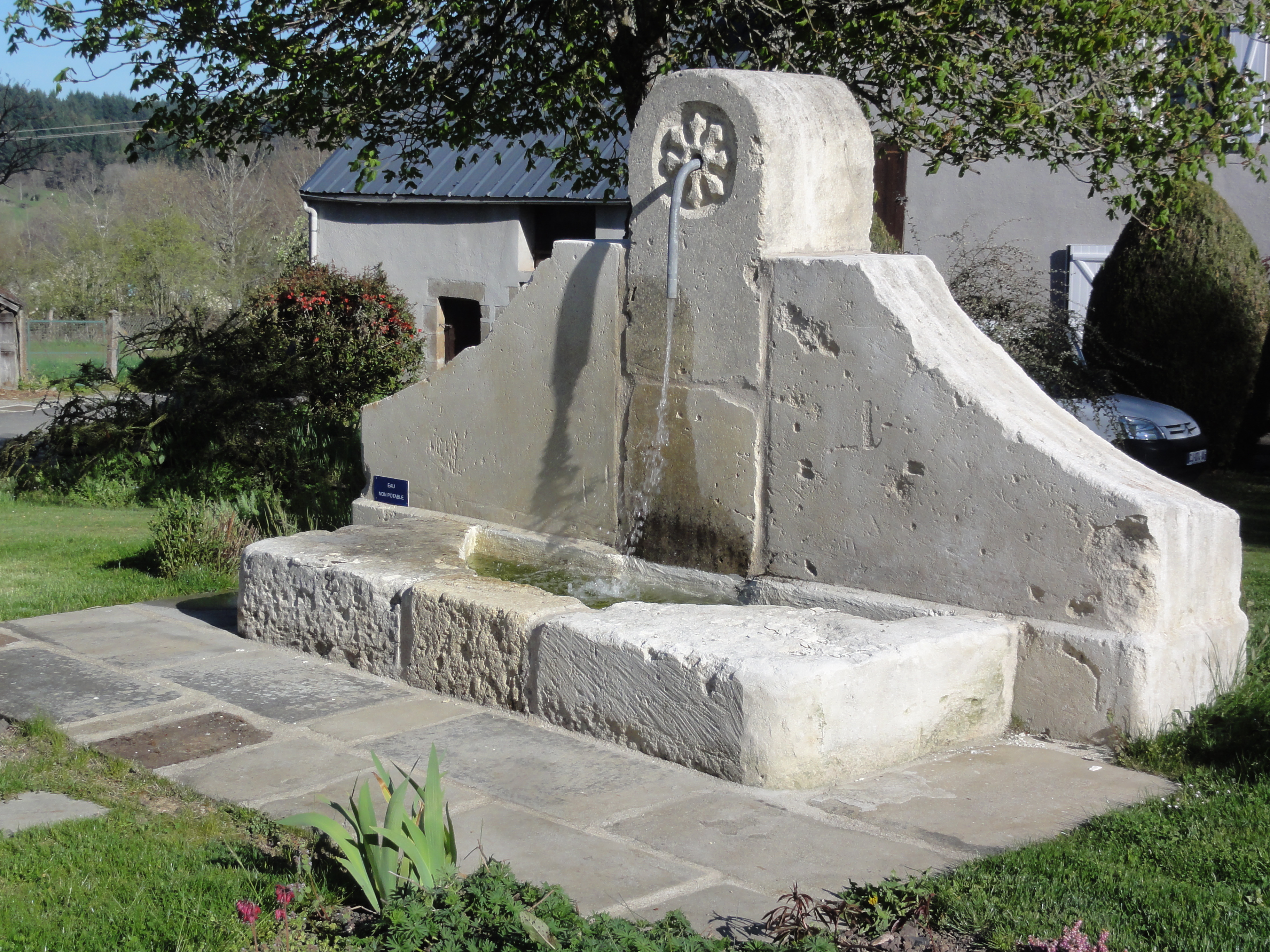
Fontaine du village.
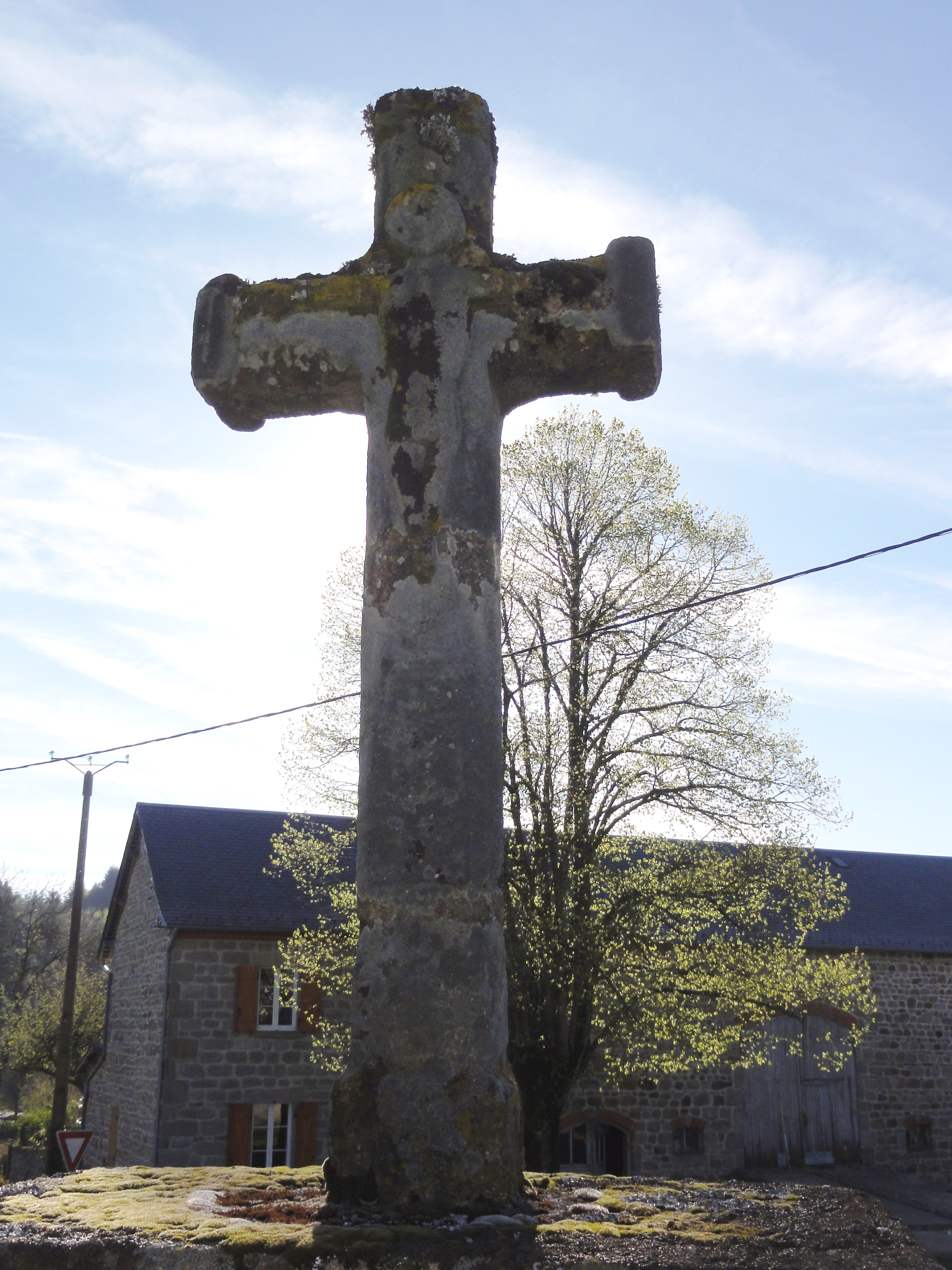
Croix sculptée, « Chez Pezant ».
  - Monument aux morts.
  - Fontaine du village.
  - Croix sculptée, « Chez Pezant ».

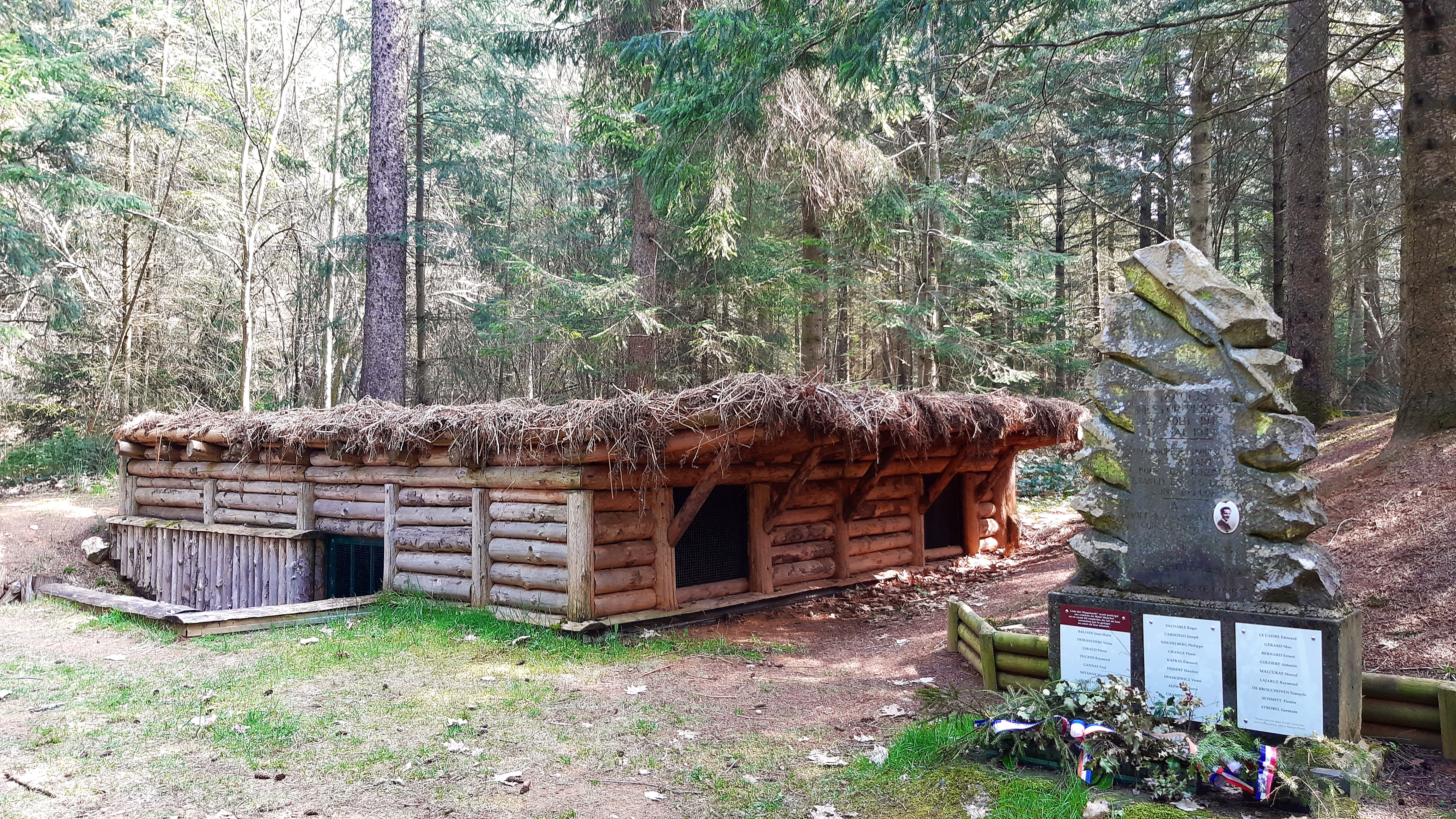
Camp Nestor Perret[26], dans les Grands Bois de Pionsat. Maquis et camp de la résistance actif du 29 août 1943 à 44. Ce camp compta jusqu'à 25 résistants lors de l'hiver 1943-44. Le nom définitif de ce camp fut donné en novembre 1943 en mémoire de Nestor Perret, résistant et mort sous les tortures de la Gestapo à la prison de Clermont-Ferrand le 27 octobre 1943. En tant que chef des MUR de Clermont-Ferrand, Nestor Perret fut arrêté à son domicile à Clermont-Ferrand le 26 octobre 1943 par la police allemande mais parvint à s'échapper. Rattrapé Place de Jaude, il fut transféré à la prison militaire, puis torturé mais n'avoua pas. Il mourut de la suite de ses blessures le lendemain[27].Avant sa mise en place dans les Grands Bois de Pionsat, ce maquis fût initialement localisé sur la commune de Sainte-Christine, sous le nom du Maquis de Chazelette[28]. 22 résistants durent fuir le 9 août 1943 de l'ancien Moulin Pialet dans le vallon du Braynant, sous le hameau de Chazelette.   - Camp Nestor Perret, vers Les Étubeix. Vue générale
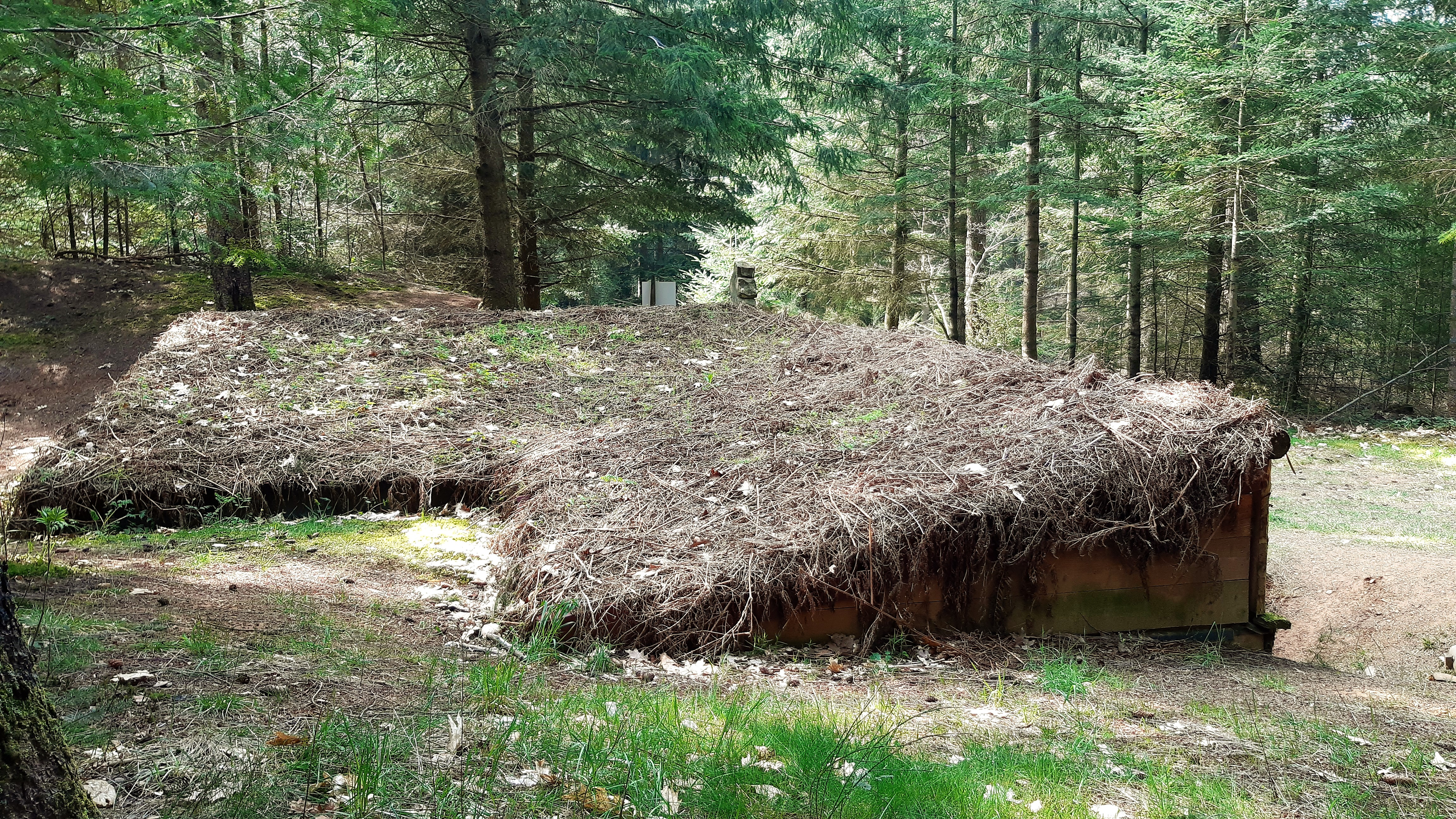
Vue arrière de la sape du camp Nestor Perret
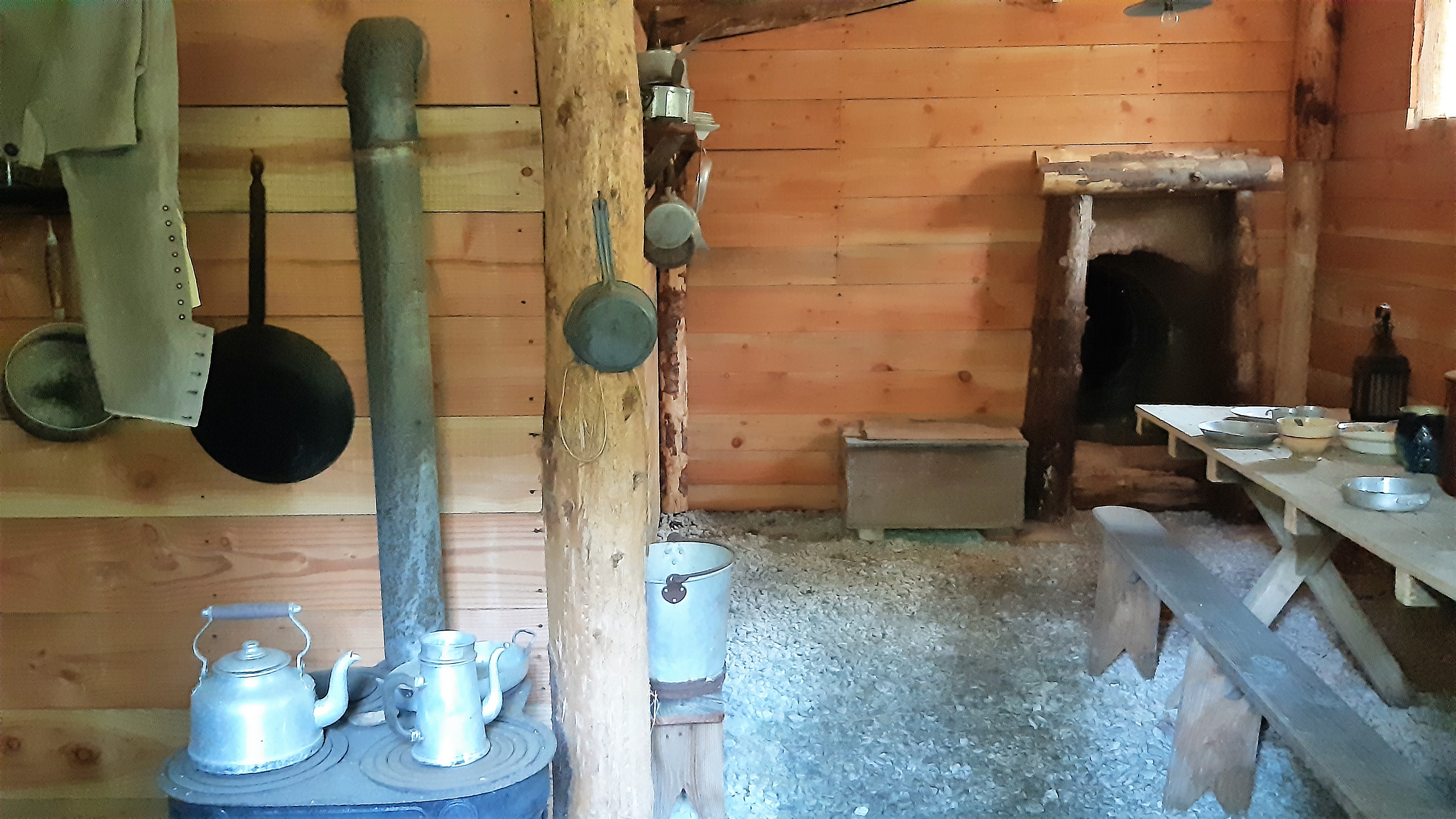
Intérieur - reconstitution du camp Nestor Perret
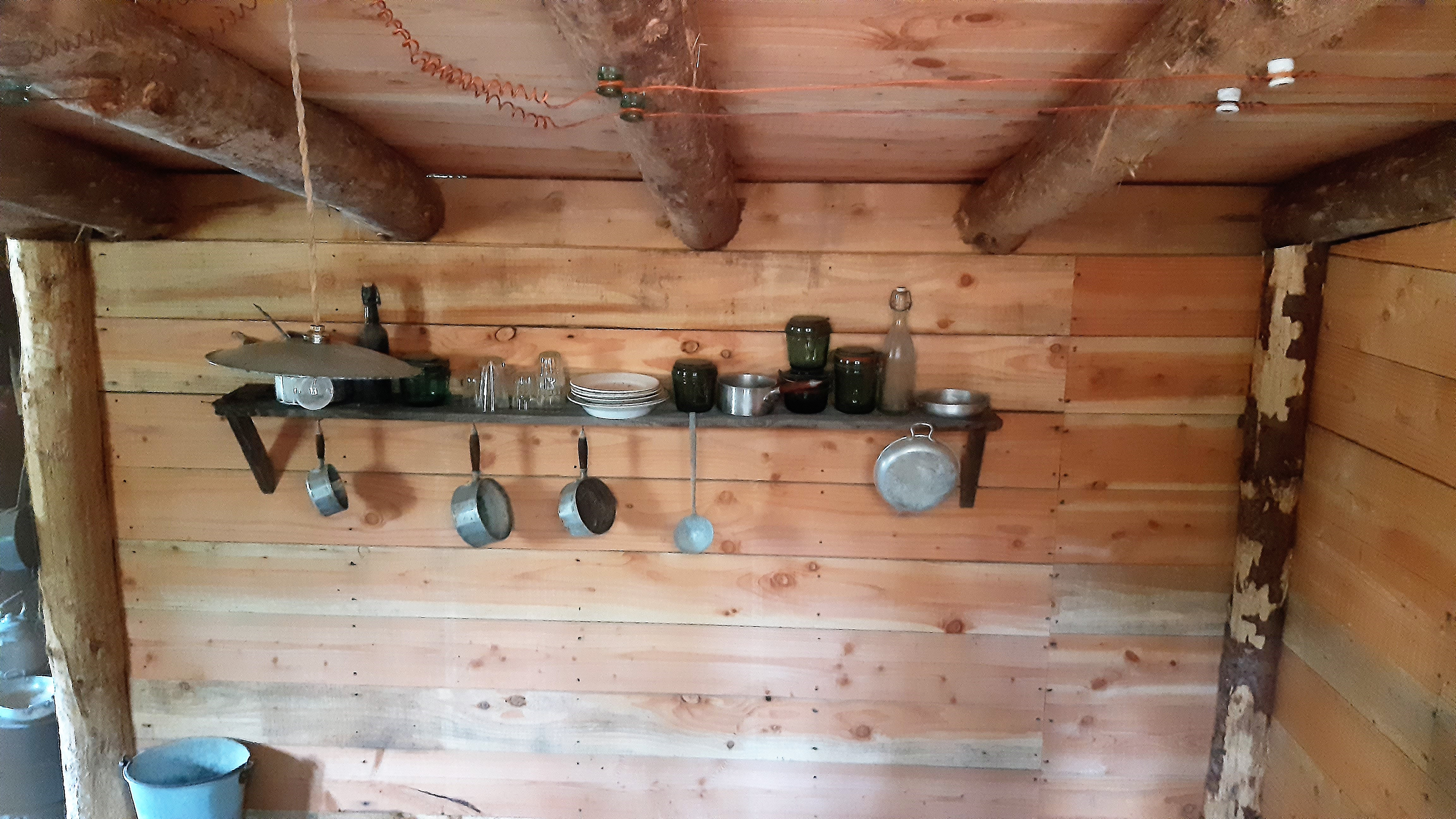
Intérieur - reconstitution du camp Nestor Perret
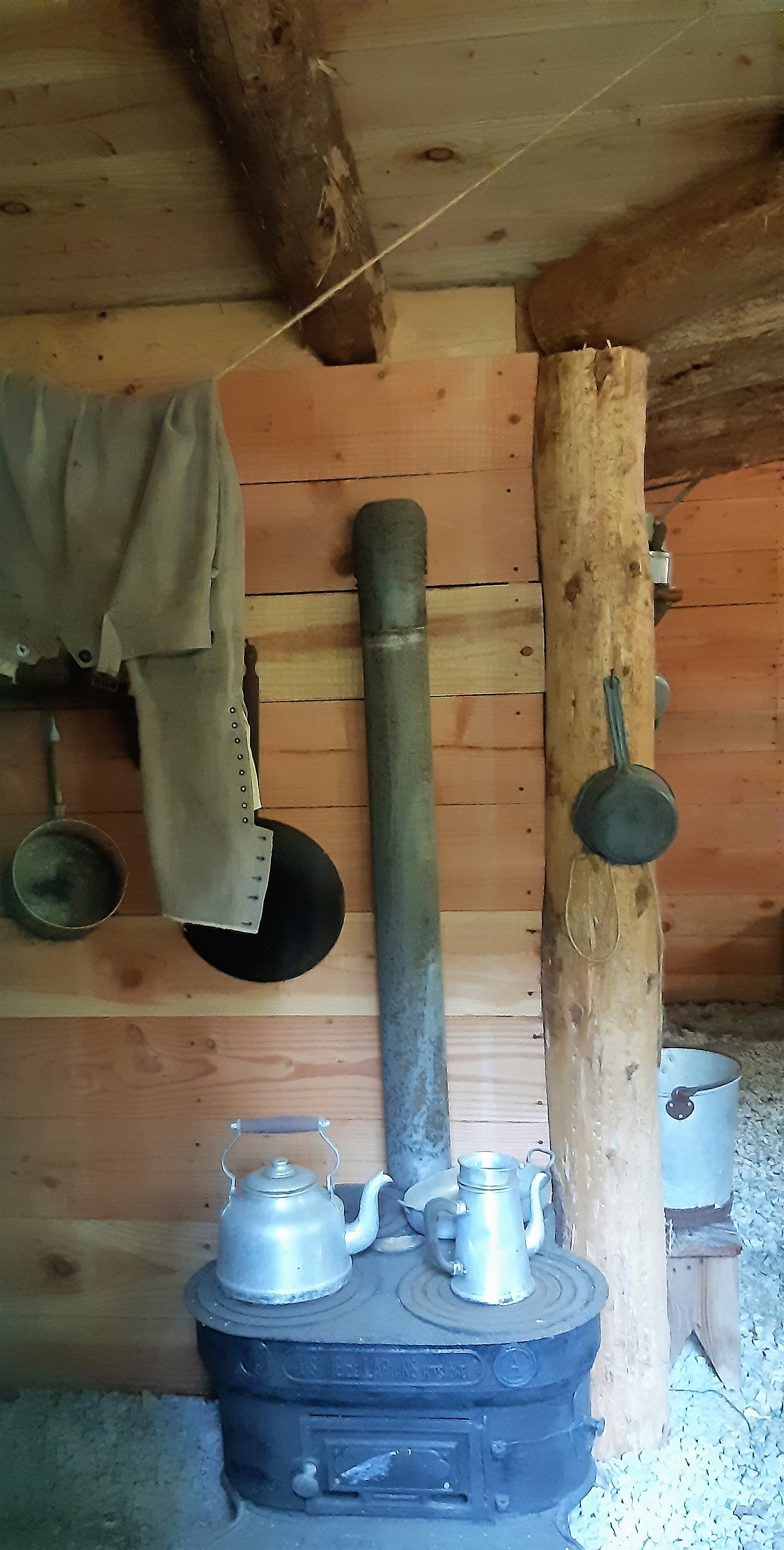
Intérieur - reconstitution du camp Nestor Perret
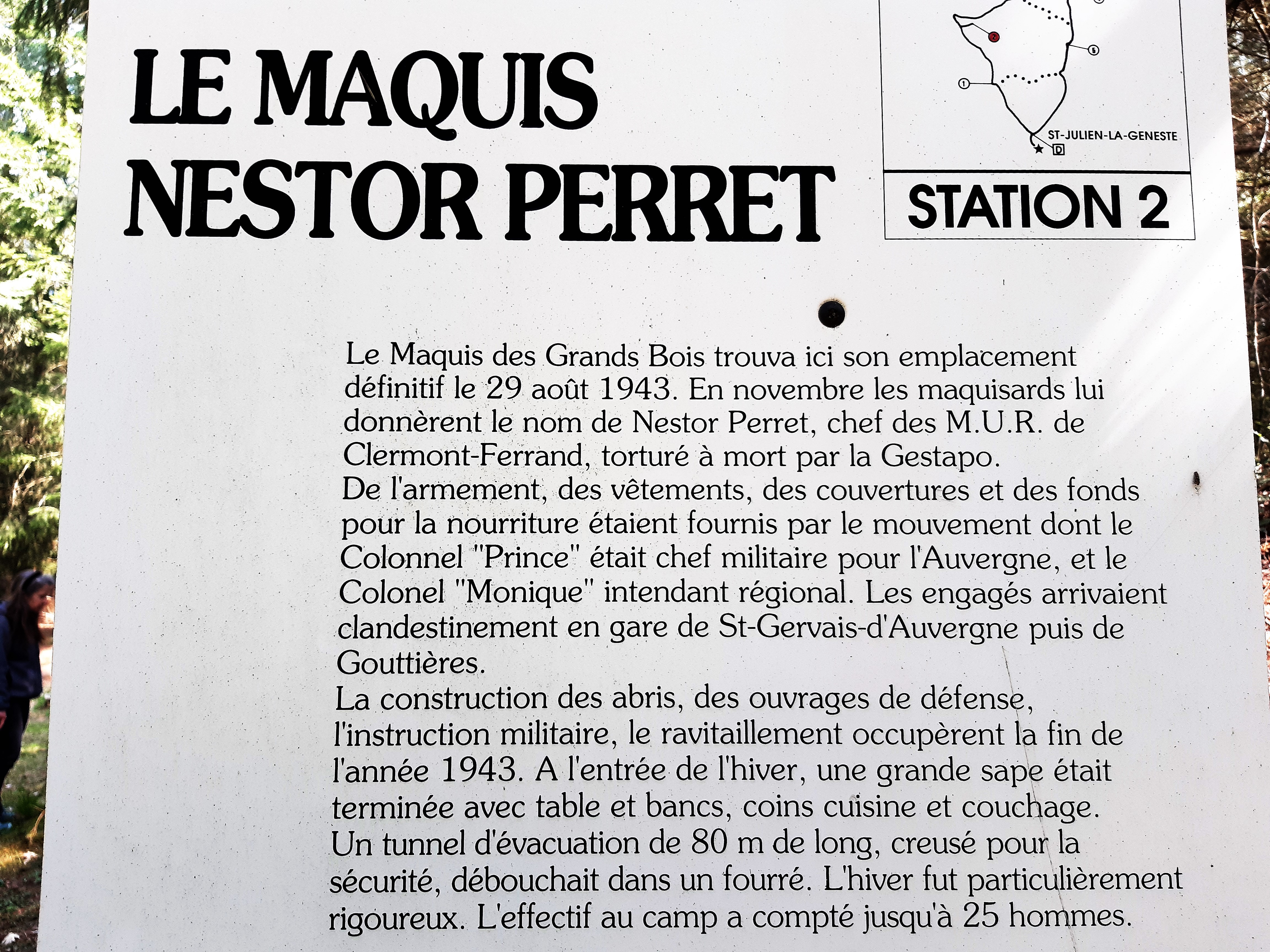
Historique du camp
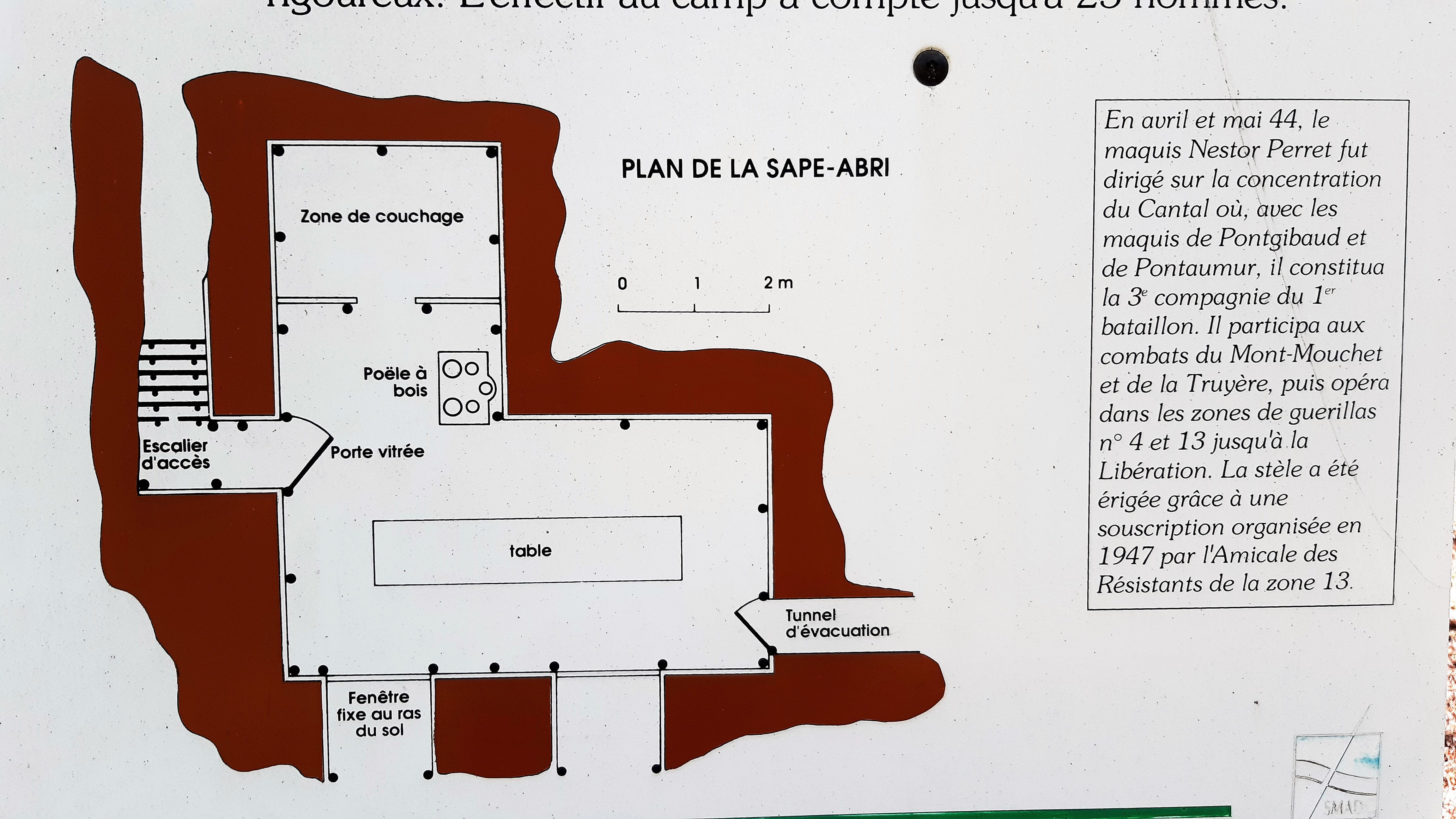
Plan du camp
  - Vue arrière de la sape du camp Nestor Perret
  - Intérieur - reconstitution du camp Nestor Perret
  - Intérieur - reconstitution du camp Nestor Perret
  - Intérieur - reconstitution du camp Nestor Perret
  - Historique du camp
  - Plan du camp